# Chamlong Srimuang

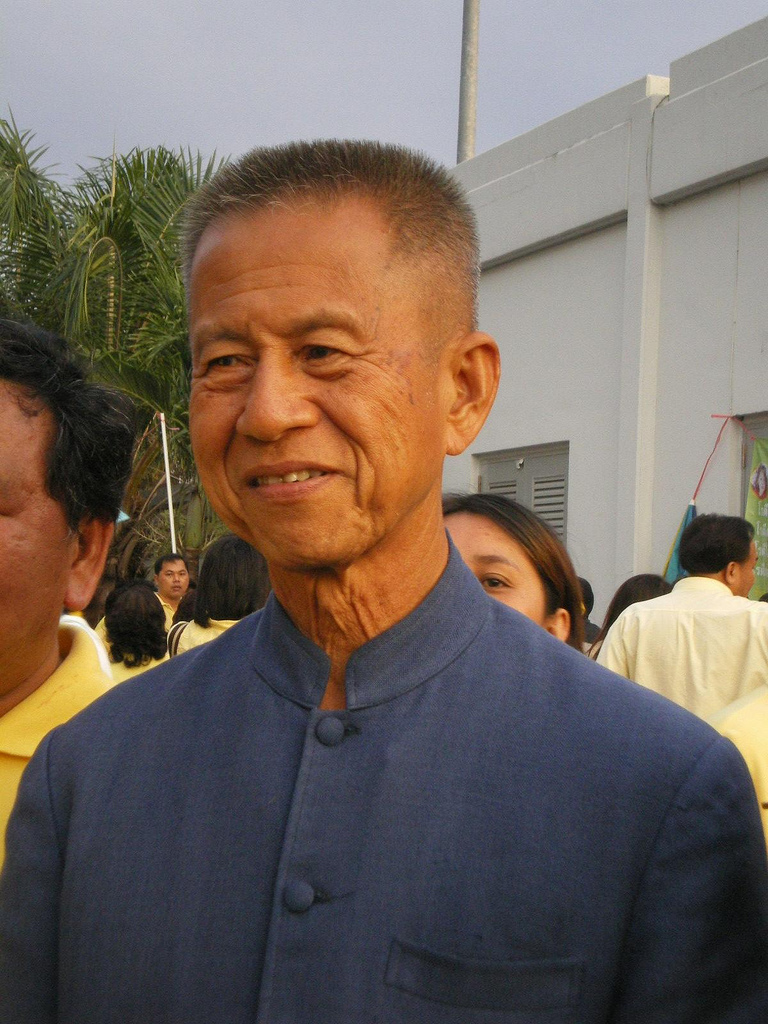
Chamlong Srimuang

Chamlong Srimuang (Thai: จำลอง ศรีเมือง, RTGS: Chamlong Simueang, Aussprache: [t͡ɕamlɔːŋ sǐːmɯaŋ]; * 5. Juli 1935 in Thonburi) ist ein thailändischer ehemaliger Militär und Politiker. Nach seinem Ausscheiden aus der Armee war er von 1985 bis 1992 Gouverneur von Bangkok. Er gründete und führte die Palang-Dharma-Partei. 1992 war er ein Anführer des Volksaufstandes gegen die Militärherrschaft. Seit 2006 gehört er zu den Anführern der „Gelbhemden“
Chmalong Srimuang wurde 1988 mit dem Global 500 Award der UN ausgezeichnet. 1992 erhielt er den Ramon-Magsaysay-Preis in der Kategorie Government Service.

## Ausbildung und Militärdienst
Chamlong ist der Sohn eines aus Shantou (China) eingewanderten Fischhändlers. Der Vater starb, als Chamlong ein Jahr alt war. Er wuchs bei seiner ebenfalls chinesischstämmigen, aber in Thailand geborenen und assimilierten Mutter auf. Chamlong erhielt seine Ausbildung an der Königlichen Chulachomklao-Militärakademie, die er 1960 abschloss. Anschließend begann er seine Karriere als Zugführer in der Fernmeldetruppe. 1964 heiratete er die Pharmaziestudentin Sirilak Kheolaor. Dank eines thailändisch-amerikanischen Abkommens konnte er seine Ausbildung in den USA fortsetzen. 1965 kehrte er zurück und wurde sogleich als Nachrichtenoffizier im Laotischen Bürgerkrieg eingesetzt. Nach einer Ausbildung in Aufstandsbekämpfung an der thailändischen Generalstabsschule diente er im Vietnamkrieg. 1972 erhielt er ein Stipendium für einen Master-Studiengang in Öffentlicher Verwaltung an der US Naval Postgraduate School in Kalifornien.
Nach seiner Rückkehr bildete er mit seinen Klassenkameraden von der Militärakademie die thailändischen „Jungtürken“, eine Gruppe politisch interessierter Soldaten, die für Erneuerung und gegen Korruption eintraten, aber auch mehrfach versuchten, die Regierung zu stürzen. Die Jungtürken waren 1980 für die Ersetzung von General Kriangsak Chomanan durch General Prem Tinsulanonda als Premierminister mitverantwortlich. Chamlong diente bei Prem als Generalsekretär des Kabinetts, doch trat er nach dem gescheiterten Umsturzversuch seiner Kollegen im April 1981 zurück. Seit 1979 gehört Chamlong der buddhistischen Sekte Santi Asoke an, die persönliche Entsagung predigt. Chamlong behauptet, seither enthaltsam zu leben, Vegetarier zu sein und keine weltlichen Besitztümer zu haben.

## Gouverneur und Anführer der Demokratiebewegung
1985 trat er, kurz nach seiner Beförderung zum Generalmajor, aus dem Militärdienst aus und bewarb sich im November als unabhängiger Kandidat für den Posten des Gouverneurs von Bangkok. Er wurde gewählt und gründete 1988 die Partei Palang Dharma (Partei der moralischen Kraft), die der Santi-Asoke-Sekte nahestand, gegen Korruption und für eine „saubere Politik“ warb. Phalang Dharma konnte bei den landesweiten Wahlen im Juli 1988 nur begrenzten Erfolg aufweisen. 1990 gewann Chamlong erneut die Wahlen zum Gouverneur von Bangkok. Nach dem Militärputsch des „National Peace Keeping Council“ trat er im Januar 1992 zurück, um an den landesweiten Parlamentswahlen im März anzutreten.
General Suchinda Kraprayoon, der der Gruppe der Putschisten angehörte, gewann diese Wahl und Chamlong eröffnete die von der Mittelschicht getragenen Straßenproteste des Bündnis für Demokratie gegen die vom Militär gestützte Regierung. An der Demonstration am 17. Mai 1992 beteiligten sich 200.000 Menschen, bei blutigen Zusammenstößen zwischen Sicherheitskräften und Protestierern (Schwarzer Mai) starben 50. Sieben Tage später musste Ministerpräsident Suchinda zurücktreten. Im September 1992 gewann Chamlongs Partei bei der Parlamentswahl 47 Sitze und trat in die Regierungskoalition ein. Chamlong nahm jedoch kein Amt an und trat formell vom Vorsitz der Palang-Dharma-Partei zurück, blieb aber ihr faktischer Anführer. Im Oktober 1994 trat er als stellvertretender Premierminister dem Kabinett von Chuan Leekpai bei. Im Juli 1995 übernahm Thaksin Shinawatra den Parteivorsitz von Palang Dharma, was als Zeichen für die Spannungen zwischen dem religiös- und dem wirtschafts-orientierten Flügel der Partei angesehen wurde.

## „Gelbhemden“-Anführer
Seit 2006 ist er eine der Führungspersonen der Volksallianz für Demokratie (PAD, „Gelbhemden“), einer Bürgerbewegung gegen den damaligen Ministerpräsidenten Thaksin Shinawatra. Die PAD forderte 2006 die Entmachtung Thaksins, der sie Machtmissbrauch zum eigenen Vorteil und Aushöhlung der Demokratie vorwarfen. Die „Gelbhemden“ begrüßten mehrheitlich den Militärputsch, der Thaksin 2006 stürzte. Nach der Rückkehr zur Demokratie demonstrierten sie 2008 gegen die gewählte Thaksin-nahe Regierung von Samak Sundaravej, besetzten das Regierungsgebäude und den Flughafen von Bangkok, bis das Verfassungsgericht Samak des Amtes enthob.